# یواس‌اس موستانگ (آی‌ایکس-۱۵۵)
یواس‌اس موستانگ (آی‌ایکس-۱۵۵) (به انگلیسی: USS Mustang (IX-155)) یک کشتی بود که طول آن ۱۷۰ فوت ۴ اینچ (۵۱٫۹۲ متر) بود.